# Спољашње уво
Спољашње уво (лат. auris externa) је спољни део ува или чула слуха, чија је функција да прими или „ухвати“ звучне таласе из спољашње средине, одреди из ког правца они долазе, и каналише их (или спроведе) у унутрашње уво. Компоненте спољашњег ува су: ушна шкољка и спољашњи ушни канал, као и бубна опна, која према неким изворима улази у састав средњег ува јер се налази на прелазу између спољашњег и средњег ува.
Сви делови спољашњег ува служе да шта боље спроведу звучне таласе преко бубне опне до средњег ува. Код човека функције спољашњег ува мање су развијене него код многих животиња, што им омогућава лакшу оријентацију у простору и заштиту од опасности. Ако се звучним таласима затвори приступ до бубне опне кроз спољашње уво, то не доводи до потпуне глувоће, већ само до тешке наглувости, јер звучни таласи и помоћу вибрација лобањских костију доспевају до лавиринта (краниотимпанално спровођење звука).

## Ембриологија
Развој спољашњег ува почиње у петој недељиемброналног развоја. Спољашњи слушни канал је први фарингеални усек ушне шкољка или околина првог фарингеалног усека. Са обе стране наведеног првог фарингеалног усека формирају са по три мезенхимна испупчења покривена ектодермом. Од њих касније настаје ушна шкољка.
Крајем ембрионалног периода диференцирају се хрскавице ушне шкољке, а спољашњи епител бубне опне настаје од ектодерма првог фарингеалног усека. Везивноткивни део настаје од мезенхима првог и другог фарингеалног лука. Унутрашњи епител настаје од ендодерма првог фарингеалног шпага.

## Анатомија спољашњег ува
Анатомски гледано спољашње уво са састоји од; ушне шкољке и спољашњег слушног канала који се слепо завршава спољашњом страном бубне опне. Овај део слушног апарата има функцију сакупљања звучних таласа и њихово усмеравање на бубну опну која уједно представља и спољни зид средњег ува.
На ушној шкољци је кожа чврсто срасла са перихондријумом. Спољашњи слушни канал или ходник код одраслог човека се дели на проксимални, коштани, и на дистални, мембранозни део. На месту где се они састају слушни канал је најужи.

### Ушна шкољка
Ушна шкољка је са спољашње стране главе видљиви део ува направљен од хрскавице која омогућава да слушалац лоцира извор звука. Ушна шкољка која има облик левка лоцирана је на бочној страни главе између виличног зглоба и мастиодног наставка.
Ушна шкољка је кожно-хрскавице грађе, осим у доњем делу, који носи назив ресица или аурикула (лат. lobulus auricularis), у коме недостаје хрскавица. 
На ушној шкољци разлкујемо; спољашњу и унутрашњу (конвексну) страну и једну ободну ивицу (која је испупчена). Са обе стране уша шкољка је набрана (удубљењењима и испупчењима). У њеном централном делу са спољашње стране шкољке налази се централно удубљење (лат. concha auricularis), које се наставља у спољашњи ушни канал ува. У овом делу удубљења налази се троугласто испупчење обрасло длачицама (лат. tragus), чије је врх окренут уназад.

### Спољашњи слушни канал
Спољашњи слушни канал или спољашњи ушни канал (лат. meatus acusticus externus)) је цевасти орган који усмерава звучне таласе ка бубној опни. Спољашњи слушни канал пружа се од ушне шкољке (лат. concha auricularis) до бубне опне (лат. membrane tympatica) у дужини од 2,5 см, која одваја канал од бубне дупље (лат. cavitas tympatica). Спољашњи слушни канал је на једном крају отворен и слободно комуницира са спољашњом средином а на другом затворен тј. прекривен бубном опном.
Спољашњи слушни канал орган је опнасто-хрскавичавно-коштане грађе, обложен кожом са спољње стране. Кожа спољашњег ушног канала, која је чврсто срасла за његове зидове, постепено се истањује према бубној опни. У кожа спољашњег ушног канала смештене су лојне и велике знојне жлезде (лат. concha auricularis). Секрет лојних и церуминозних жлезда, заједно са изумрлим ћелијама епидерма коже чини ушну маст (церумен), која у случају хиперпродукције може да образује чеп и делимично омете слух.
Спољну трећину спољашњег слушног канала гради опнасто-хрскавичавни део (лат. meatus acusticus externus cartilagineus) који се пружа косо, навише, унутра и уназад. Унутрашње две трећине спољашњег слушног канала гради коштани део који почиње од спољашњег слушног отвора (лат. porus acusticus externus) и пружа се пут унутра, напред и наниже. Опнасто-хрскавични и коштани део међусобно граде туп угао отворен према напред и наниже. 
Унутрашњи промер канала није у свим његовим деловима једнак. Канал је најужи у коштаном делу, и то на граници спољашње три четвртине и унутрашње четвртине канала.

## Бубна опна
Бубна опна или бубњић (лат. Membrana tympanica) је танка преграда, у облику ваљка или мембране, која раздваја спољашње и средње уво. Она механички штити средње уво од спољашњег окружења. Бубњић се налази на крају спољашњег слушног ходника (канала), и нагнута је под углом од 45% према спољашњем слушном каналу и смештена је у тимпаничном усеку овог канала. Бубна опна је уједно и први орган ува који реагују на звучне таласе који се спроводе кроз спољашњи слушни канал.
Бубна опна је врло танка мембрана, дебљине око 0,1 мм. Због мале дебљине она је скоро провидна, па се кроз њу назире привезана прва слушна кошчица („чекић“). Због мале дебљине бубна опна подложна цепању под дејством веома јаких звучних надражаја. Бубна опна није равна, и не ради као пасивна мембрана. Она је конусног облика због чињенице да је један мали мишић стално држи у затегнутом стању. Структура њеног осциловања релативно је сложена, јер на различитим фреквенцијама различити делови опне учествују у осциловању. Тако се са порастом фреквенције смањује ефективна површина опне која учествује у осциловања.
Бубна опна се састоји из два дела, затегнутог и лабавог:
Затегнути део бубне опне
Затегнути део заузима доста већу површину. Он је затегнут у облику левка између дршке чекића и коштаног дела слушног канала. Затегнути део је изграђен из три слоја:
- са спољашње стране (која је окренута спољашњем слушном каналу) прекривен је кожом. Ова кожа је танка и при прегледу отоскопом (при осветљењу) рефлектује светлост.
- средишњи део је изграђен од везивног ткива (лат. stratum fibrosum). Овде је спољашњи слој везивног ткива грађен од влакана која су распоређена радијарно а унутрашњи слој од влакана која су распоређена кружно. На ивици бубне опне ова влакна граде један фиброзни прстен, преко кога је бубна опна улеже у поменути усек спољашњег слушног канала.
- са унутрашње стране (према бубној дупљи) прекривена је слузокожом.

Лабави део бубне опне
Лабави део је мањи део бубне опне који лежи у њеном горњем делу. Овај слој, коме недостаје везивни слој састоји се од коже (споља) и слузокоже (унутра)

## Мишићи спољашњег ува
Мишићи спољашњег ува су мали закржљали мишићи, који се зракасто пружају од ушне шкољке до околних коштаних структура и апонеурозе свода лобање. Ову групу сачињавају три парна мишића:
- предњи ушни мишић (лат. musculus auricularis anterior),
- горњи ушни мишић (лат. musculus auricularis superior) и
- задњи ушни мишић (лат. musculus auricularis posterior).

Сви они су инервисани гранама фацијалног живца и код човека немају никакво дејство (односно могу незнатно да померају ушну шкољку код појединих особа). Код неких врста животиња ови мишићи могу да померају спољашње ухо у разним правцима и да га окрећу ка извору звучних таласа.